# Marco Mendoza
Marco Mendoza (* 3. května 1969 San Diego, Kalifornie, Spojené státy) je americký hard rockový hudebník, který spolupracoval s mnoha známými skupinami jako Thin Lizzy nebo Whitesnake. Také spolupracoval s kytaristou Tedem Nugentem.

## Diskografie

### Sólová alba
- Live For Tomorrow (2007)
- Casa Mendoza (2010)